# Хляб и зрелища
„Хляб и зрелища“ (на латински: panem et circenses) е метонимен израз за повърхностни средства за успокояване. В политически контекст, фразата се отнася към методи за печелене на обществена подкрепа, основани не на добро управление, а на отвличане на вниманието или задоволяване на краткосрочни, несъществени искания на населението. Фразата произхожда от политическия живот в древния Рим.
Крилатата фраза „Хляб и зрелища“ е употребена за първи път от римския поет Ювенал.